# Tabu (emisiune)
Tabu este o emisiune TV creată în 2002, de National Geographic Channel. Emisiunea prezintă diverse tabuuri din societate, cum ar fi practici, obiceiuri, ritualuri, religii etc.